# 加拉拉泰

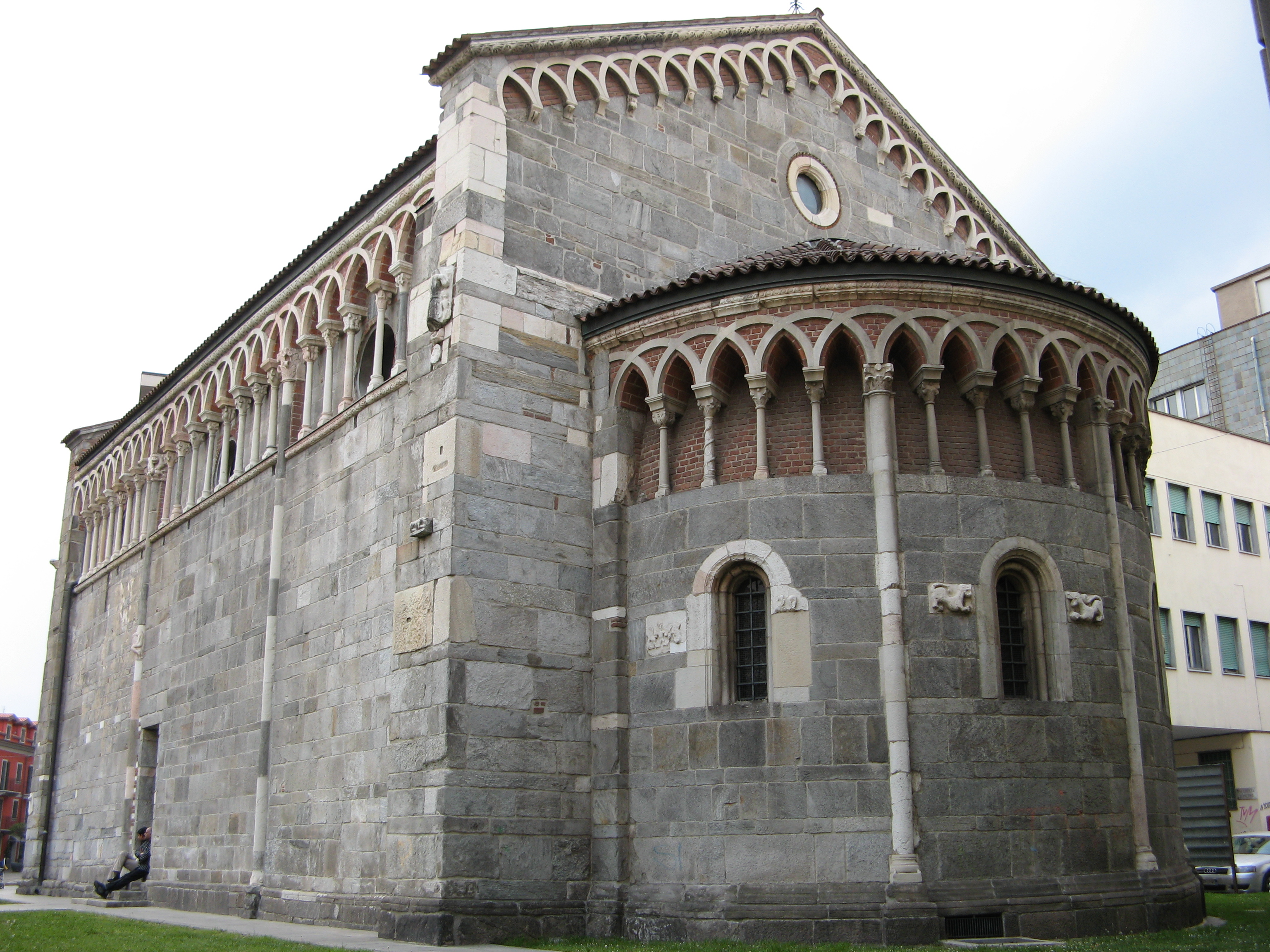
聖彼得教堂

加拉拉泰（義大利語：Gallarate，[ɡallaˈraːte]，倫巴底語：Galaraa），是意大利北部伦巴第大区的一個市镇，屬米蘭都會區的一部分，人口大約54,000。它是鐵路往來瓦雷澤、拉韦诺-蒙贝洛及阿罗纳的交匯處。該鎮西面10（6.2英里）處建有水力發電站，提契诺河為它提供23,000匹馬力（17,000千瓦特）的電力。城鎮的紡織工業於19世紀初期已經相當蓬勃。市民圖書館（Biblioteca Civica）的營運者安东尼奥·帕尼齐联盟图书馆系统的總部設於此鎮。

## 外部連結
- Official website （页面存档备份，存于） （義大利語）
- 本条目包含来自公有领域出版物的文本: Chisholm, Hugh (编). .  11 (第11版). London: Cambridge University Press: 413. 1911.